# 昆夏美
昆 夏美（こん なつみ、1991年（平成3年）6月28日 - ）は、日本のミュージカル女優、歌手。
東京都八王子市出身、洗足学園音楽大学音楽学部ミュージカルコース卒業。東宝芸能所属。大学在学中にミュージカル『ロミオ&ジュリエット』のジュリエット役でプロデビュー、その後もミュージカル『ハムレット』や『レ・ミゼラブル』、『ミス・サイゴン』など話題作へ次々に出演し、「ミュージカル界の新世代の歌姫」と称される。また、シングル「私は想像する」で歌手としてもデビュー。身長155cm、血液型はO型。

## 略歴・人物
幼い頃より歌うこと、お芝居すること、ダンスを踊ることが好きで、2003年から2006年まで児童劇団・大きな夢に所属し、おもに主役で出演。中学3年生の時にミュージカル女優を目指すことを決意し、音楽科のある洗足学園高等学校へと進学する。2009年、高校3年生の時にDPI・NGO 国連クラシックライブ協会主催による音楽劇『赤毛のアン』で少女アン役の一人に選ばれる。
2010年、洗足学園高等学校音楽科より洗足学園音楽大学音楽学部ミュージカルコースへ進学。大学2年に在籍中の2011年に東宝芸能のオーディションを受けて合格すると、事務所に入って1ヶ月も経たないうちに受けたミュージカル『ロミオ&ジュリエット』のヒロインオーディションにて多くの候補者の中よりジュリエット役に選ばれ、メジャー作品プロデビュー。同年に初のストレートプレイとなる舞台『有毒少年』で初主演を果たす。その後もミュージカル『ハムレット』のヒロイン・オフィーリア役やミュージカル『レ・ミゼラブル』のエポニーヌ役などを演じて話題の作品に出演し、その歌唱力から「ミュージカル界の新世代の歌姫」として注目を集める。
一方で、2012年にはテレビ朝日『Wの悲劇』のクララ役でテレビドラマ初出演、また2013年にはテレビアニメ『銀河機攻隊 マジェスティックプリンス』のオープニングテーマ「私は想像する」で歌手デビューを果たす。
2014年に洗足学園音楽大学音楽学部ミュージカルコースを卒業すると、ミュージカル『アダムス・ファミリー』にウェンズデー役で、またミュージカル『ミス・サイゴン』にキム役で出演。さらに歌手としてテレビアニメ『一週間フレンズ。』のオープニングテーマ「虹のかけら」を担当する。
2016年10月には出演を予定していたミュージカル『ミス・サイゴン』の帝国劇場公演を声帯結節の治療のため休演、手術とリハビリを経て翌2017年1月19日の名古屋公演初日より復帰を果たす。
2017年4月には、ディズニー・アニメの実写版『美女と野獣』の日本語吹替版において、オーディションを経てエマ・ワトソン演じるヒロイン・ベル役の声優を務める。
2019年には、ミュージカル界を代表する女優となるべく、今後さらなる活躍が期待されることから第10回岩谷時子賞奨励賞を受賞した
。
ジャズ・ピアニストの桑原あいは高校時代の同級生。

## 出演

### 舞台・ミュージカル
- 生命のコンサート音楽劇 赤毛のアン（2009年4月 - 10月） - 少女アン 役[6][17]
- ロミオ&ジュリエット（2011年9月 - 10月） - ジュリエット役[注 4][18]
- 有毒少年（2011年11月） - 主演・無毒少女 役[注 2][19]
- ハムレット（2012年2月 - 3月） - オフィーリア 役[20]
- song for a new world-新しい世界の扉を開ける14の物語-（2012年8月）[21]
- レ・ミゼラブル - エポニーヌ 役
  - （2013年4月 - 11月）[注 5][22]
  - （2015年4月 - 9月） [注 5]
  - （2017年5月 - 7月）[注 6]
  - （2019年4月 - 9月）[注 7]
- シャーロックホームズ〜アンダーソン家の秘密〜  - ルーシー役（2014年1月）
- アダムス・ファミリー - ウェンズデー・アダムス 役 
  - （2014年4月 - 5月）
  - （2017年10月 - 12月）[23]
- ミス・サイゴン  - キム 役
  - （2014年 - 2022年）[注 8]
- ファースト・デート（2014年11月 - 12月） - アリソン 役
- 朗読劇 私の頭の中の消しゴム 6th letter（2014年5月31日 - 6月1日）
- ブラッドブラザース（2015年2月 - 3月） - リンダ 役[注 9]
- 音楽劇 星の王子さま（2015年12月 - 2016年1月） - 王子さま 役
- グランドホテル（2016年4月9日 - 24日、赤坂ACTシアター / 4月27日・28日、愛知県芸術劇場 大ホール / 5月5日 - 8日、梅田芸術劇場 メインホール） - フリーダ・フレムシェン 役[24][注 10]
- コインロッカー・ベイビーズ（2016年6月4日 - 19日、赤坂ACTシアター / 6月24日・25日、福岡市民会館 大ホール / 6月29日、広島文化学園HBGホール / 7月2日・3日、オリックス劇場） - アネモネ 役[25]
- ナイン・テイルズ〜九尾狐の物語〜（2018年1月） - 梅花 役
- シークレット・ガーデン（2018年6月11日 - 7月11日、シアタークリエ / 7月14日 - 16日、厚木市文化会館 / 7月20日・21日、久留米シティプラザ ザ・グランドホール / 7月24日・25日、兵庫県立芸術文化センター 阪急中ホール） - マーサ 役[26]
- マリー・アントワネット（2018年9月 - 2019年1月）（2021年1月 - 2月) - マルグリット・アルノー 役[注 11]
- 朗読劇 LOVE LETTERS（2019年11月1日） - メリッサ 役
- ロカビリー☆ジャック（2019年12月） - ルーシー・ジョーンズ 役
- 人類史（2020年10月23日-11月3日）-若い女役
- メリリー・ウィー・ロール・アロング（2021年5月17日 - 31日、新国立劇場 / 6月4日・5日、愛知県芸術劇場 大ホール / 6月11日、梅田芸術劇場 メインホール） - ベス 役[27]
- The Last 5 Years（2021年6月28日 - 7月18日、オルタナティブシアター / 7月22日 - 25日、COOL JAPAN PARK OSAKA TTホール） - キャシー 役[28]
- DOGFIGHT（2021年9月17日 - 10月24日、シアタークリエ / 10月6日、日本特殊陶業市民会館 ビレッジホール / 10月21日 - 24日、梅田芸術劇場 シアター・ドラマシティ / ） - ローズ 役[29]
- パルコ・プロデュース2022『ロッキー・ホラー・ショー』（2022年1月21日 - 23日、森ノ宮ピロティホール / 1月29日・30日、上野学園ホール / 2月4日 - 6日、北九州芸術劇場 大ホール / 2月12日 - 28日、PARCO劇場） - ジャネット 役[30][31]
- ネクスト・トゥ・ノーマル（2022年3月25日 - 4月17日、シアタークリエ / 4月21日 - 24日、兵庫県立芸術文化センター 阪急中ホール / 4月29日、日本特殊陶業市民会館 ビレッジホール） - ナタリー 役[注 12][32]
- ミュージカル『マチルダ』（プレビュー公演：2023年3月22日 - 24日、東京公演：3月25日 - 5月6日、東急シアターオーブ / 5月28日 - 6月4日、梅田芸術劇場メインホール）- ミス・ハニー 役[注 13] [33]
- ミュージカル『この世界の片隅に』（2024年5月9日 - 7月28日、日生劇場 他） - 主演・浦野すず 役[注 14][34][35]
- ミュージカル『トッツィー』（2024年1月10日 - 30日、日生劇場 / 2月5日 - 19日、梅田芸術劇場 メインホール / 2月24日 - 3月3日、御園座 / 3月8日 - 24日、博多座 / 3月29日・30日、岡山芸術創造劇場） - サンディ・レスター 役[36]
- レ・ミゼラブル - ファンテーヌ 役
  - （2024年12月 - 2025年6月）[注 15][37]
- ミュージカル『マリー・キュリー』（2025年10月25日 - 11月9日〈予定〉、天王洲 銀河劇場 / 11月28日 - 30日〈予定〉、梅田芸術劇場 シアター・ドラマシティ） - 主演・マリー・キュリー 役[注 16][38]
- COCOON PRODUCTION 2026『クワイエットルームにようこそ The Musical』（2026年1月12日 - 2月1日〈予定〉、THEATER MILANO-Za / 2月7日 - 11日〈予定〉、ロームシアター京都 メインホール / 2月22日・23日〈予定〉、岡山芸術創造劇場ハレノワ 大劇場）[39][40]

### テレビドラマ
- Wの悲劇（2012年4月 - 6月、テレビ朝日） - クララ 役
- アンラッキーガール! 第7話（2021年11月18日、読売テレビ・日本テレビ） - 木村乃理花 役[41]
- 連続テレビ小説 ブギウギ 第65回（2024年1月4日 - 、NHK） - 李香蘭 役[42]

### テレビアニメ
- 銀河機攻隊 マジェスティックプリンス（2013年4月 - 、独立局） - コン・ナツミ（GDF広報官） 役

### ラジオドラマ
- 特集オーディオドラマ（NHK-FM）
  - サウンドミュージカル 雪色オルゴール（2019年1月2日） - 主演・アスカ 役
- 青春アドベンチャー（NHK-FM）
  - 輪廻転Payうた絵巻（2021年1月4日 - 15日） ‐ 主演・七海 役[43]
- FMシアター（NHK-FM）
  - 『バンザイタイムマシン』（2021年7月10日） - ヒカリ 役[44]

### 映画
- 美女と野獣（2017年、プレミアム吹替版） - 主演・ベル 役（声）[45]

### ライブ
- Animelo Summer Live 2015 -THE GATE-（2015年8月28日）
- Natsumi Kon 10th Anniversary Concert「Aimer」（2021年11月27日、28日） - ゲスト・海宝直人（27日）、笹本玲奈（28日）
- Kon Natsumi Concert 2024 - moi -（2024年9月14日 - 16日、よみうり大手町ホール） [46]
- CONCERT『THE BEST New HISTORY COMING』（2025年2月14日 - 19日、帝国劇場）[47][48]
- 古川雄大 The Orchestra Concert（2025年4月28日、新国立劇場 オペラパレス）[49]
- モーリー・イェストン生誕80周年記念コンサート『Life's A Joy! Life Goes On!!』with 20years of Gratitude from Umeda Arts Theater（2025年7月19日・20日、東京国際フォーラム ホールA / 7月25日・26日、梅田芸術劇場 メインホール）[50]

## ディスコグラフィ

### シングル
| 枚  | 発売日        | タイトル     | 規格品番                                                                                 | 最高位 |
| --- | ------------- | ------------ | ---------------------------------------------------------------------------------------- | ------ |
| 1st | 2013年4月17日 | 私は想像する | THCS-60000                                                                               | 34位   |
| 2nd | 2013年8月21日 | PROMPT       | THCS-60002                                                                               | 58位   |
| 3rd | 2014年5月21日 | 虹のかけら   | THCS-60036                                                                               | 22位   |
| 4th | 2015年8月5日  | ISOtone      | THCS-60057（初回限定アニメ盤） THCS-60058（初回限定アーティスト盤） THCS-60059（通常盤） | 76位   |
| 5th | 2016年11月9日 | 消えない宙   | THCS-60121                                                                               | 79位   |

### タイアップ
| 楽曲               | タイアップ                                                                | 時期   |
| ------------------ | ------------------------------------------------------------------------- | ------ |
| 私は想像する       | テレビアニメ『銀河機攻隊 マジェスティックプリンス』前期オープニングテーマ | 2013年 |
| ココロ             | テレビアニメ『銀河機攻隊 マジェスティックプリンス』挿入歌                 | 2013年 |
| PROMPT             | テレビアニメ『銀河機攻隊 マジェスティックプリンス』後期オープニングテーマ | 2013年 |
| 心はひとつじゃない | テレビアニメ『銀河機攻隊 マジェスティックプリンス』エンディングテーマ     | 2013年 |
| 虹のかけら         | テレビアニメ『一週間フレンズ。』オープニングテーマ                        | 2014年 |
| ISOtone            | テレビアニメ『ケイオスドラゴン 赤竜戦役』オープニングテーマ               | 2015年 |
| 消えない宙         | アニメ映画『劇場版 マジェスティックプリンス -覚醒の遺伝子-』主題歌        | 2016年 |

### 楽曲参加
- Sister（『ハムレット』より） Duet With 昆夏美（伊礼彼方『Elegante』〈2019年4月17日、SLENDERIE RECORD、YRCN-95307〉収録）